# Complemento di termine
Nella sintassi della frase semplice, il complemento di termine è l'elemento a cui si rivolge o su cui ricade l'azione espressa dal verbo. Si trova spesso come argomento del predicato.
Il complemento risponde alle domande:
- a chi? (rivolto a un essere animato)
- a che cosa? (rivolto a una cosa)

Si tratta di un complemento indiretto e, in latino, corrisponde al caso dativo.

## Come si presenta il complemento di termine
Il complemento di termine è introdotto quasi sempre dalla preposizione "a", semplice o articolata.
Il complemento di termine indica la persona, l'animale o la cosa alla quale è destinato ciò che è espresso dal verbo, dal nome o dall'aggettivo che lo regge.
Possono essere nomi: Molti dei candidati non ottennero l'idoneità all'insegnamento.
Comunemente può consistere in un pronome personale complemento (mi, ti, gli, le, ci, vi, loro ecc.), in tal caso, il complemento di termine non è introdotto dalla preposizione "a":
Spesso nel parlato colloquiale si usa la stessa formula pronominale gli, in riferimento al femminile singolare. Tale uso è sbagliato ed è considerato un errore a tutti gli effetti.
L'utilizzo della forma pronominale gli in riferimento non solo al maschile singolare ma anche al plurale è molto comune nel parlato colloquiale. Vi sono diverse visioni al riguardo: alcuni lo considerano accettabile, per altri continua a essere un errore…